# Wappen und Siegel der deutschen Städte, Flecken und Dörfer
Die Großfoliobände Wappen und Siegel der deutschen Städte, Flecken und Dörfer von Otto Hupp wurden ab 1894 in Frankfurt am Main (Verlag von Heinr. Kellerer), bzw. in Speyer (Heft 7, Pfälzische Gesellschaft zur Förderung der Wissenschaften) herausgegeben. Die Auflage betrug 400 Stück bei einem Preis von 30 Goldmark pro Band.
| Heft                                                 | Erschienen                |
| Band 1 (Preußen):                                    | Band 1 (Preußen):         |
| ---------------------------------------------------- | ------------------------- |
| Heft 1: Ostpreußen, Westpreußen und Brandenburg      | 1894 (auf 1. Seite 1896!) |
| Heft 2: Pommern, Posen und Schlesien                 | 1898                      |
| Heft 3: Provinz Sachsen und Schleswig-Holstein       | 1903                      |
| Band 2 (Bayern):                                     |                           |
| Heft 6: Ober- und Niederbayern                       | 1912                      |
| Heft 7: Pfalz, Oberpfalz, Schwaben (geplant um 1913) | nicht erschienen          |
| Heft 7: Bayerische Rheinpfalz                        | 1928                      |

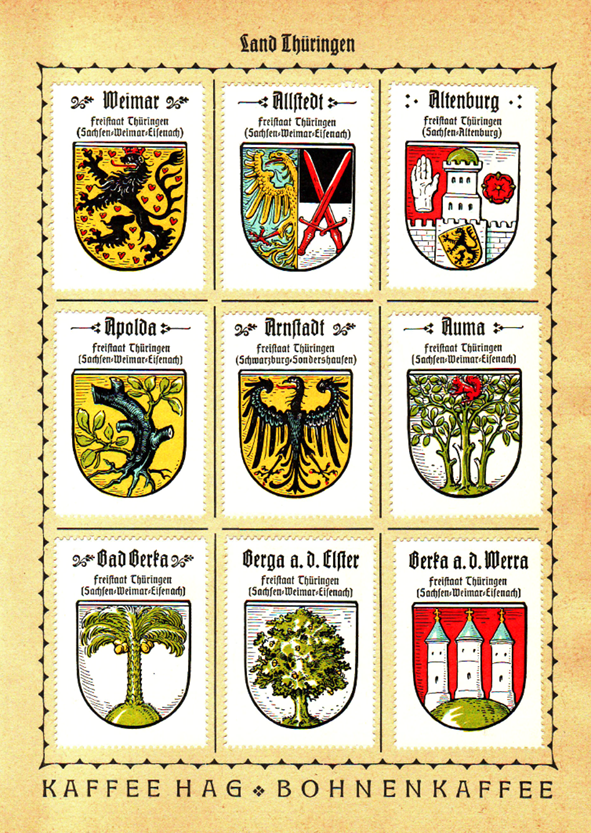
Wappensammelblatt aus: Deutsche Ortswappen Neue Reihe Heft 2, Hrsg.: Kaffee HAG

Laut Verlagsanzeige (ca. 1911) betrug der Preis 30 Mark für Heft 6, außerdem wurde ein Subskriptionspreis von 24 Mark angeboten, hier wurde auch das Heft 7 angekündigt, das dann aber nicht erschien. Das tatsächlich erschienene Heft 7 kostete 60 RM und wurde wohl 1930 ausgeliefert.
Die Herausgabe wurde immer wieder durch finanzielle Probleme verzögert. Deshalb erschienen von den geplanten zehn (oder elf) Heften nur fünf.
Die Heftreihe gilt als Vorläufer der Wappensammlung Deutsche Ortswappen von Kaffee-Hag, Bremen. Die Wappenmarken, die in zehn Heften gesammelt werden konnten, wurden ebenfalls von Otto Hupp gestaltet.